# Tutkarzowate
Tutkarzowate (Rhynchitidae lub Rhynchitinae) – rodzina lub podrodzina chrząszczy z podrzędu wielożernych i nadrodziny ryjkowców. Obejmuje około 800 gatunków. Larwy żerują na więdnących tkankach roślinnych. Samice składają jaja w różnych częściach roślin; niektóre zwijają z liści tutki lub uszkadzają owoce. Dorosłe chrząszcze mają wyraźne ryjki i często są jaskrawo ubarwione.

## Opis

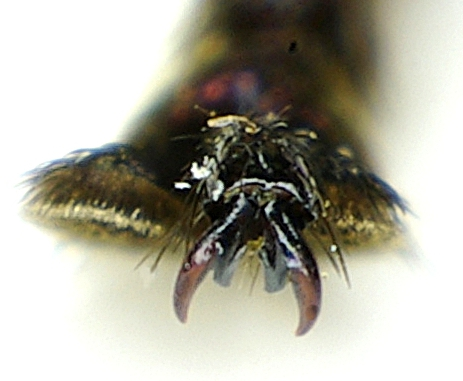
Niezrośnięte, ząbkowane pazurki u Rhynchites giganteus

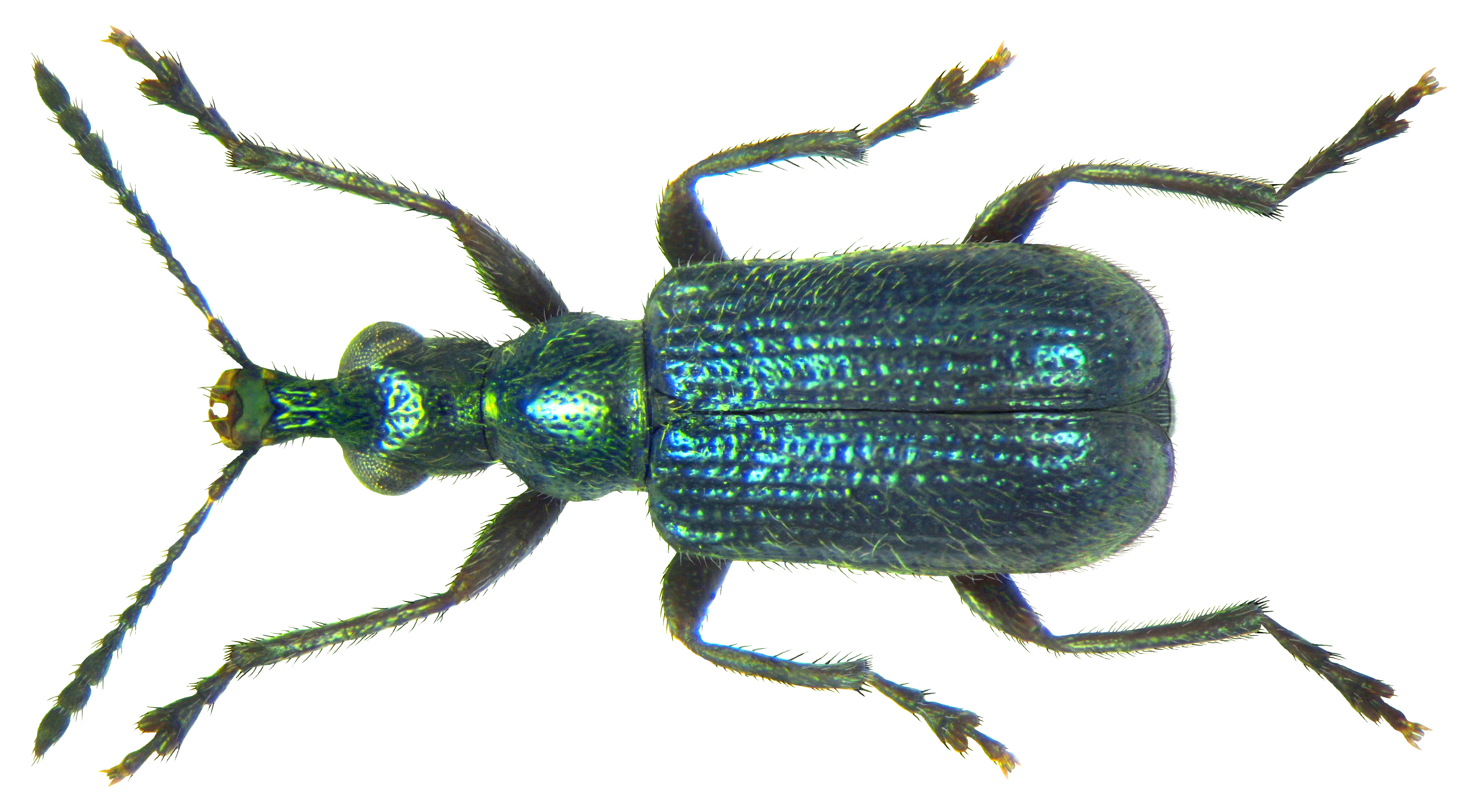
Caenorhinus mannerheimii

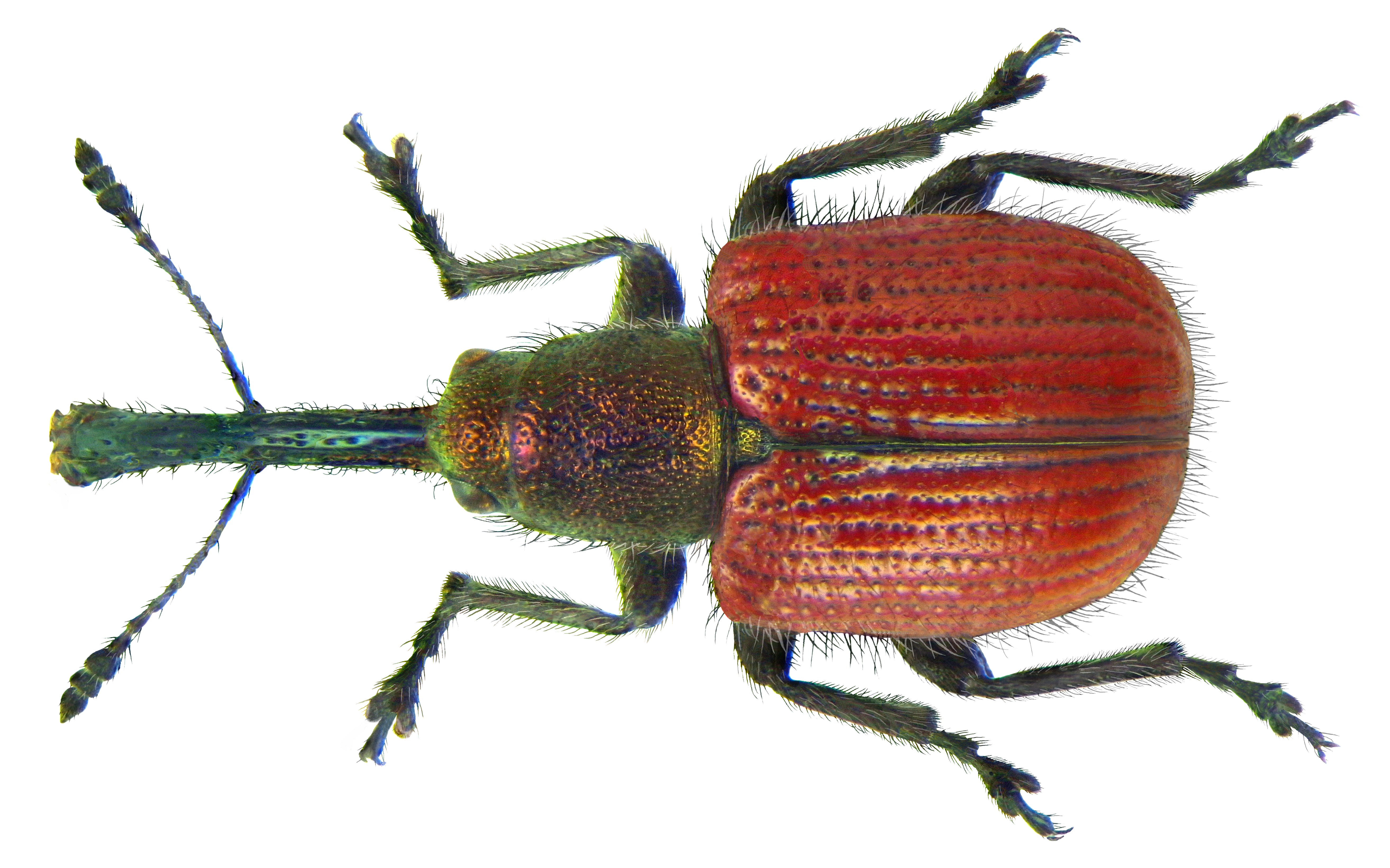
Tutkarz lakowiec

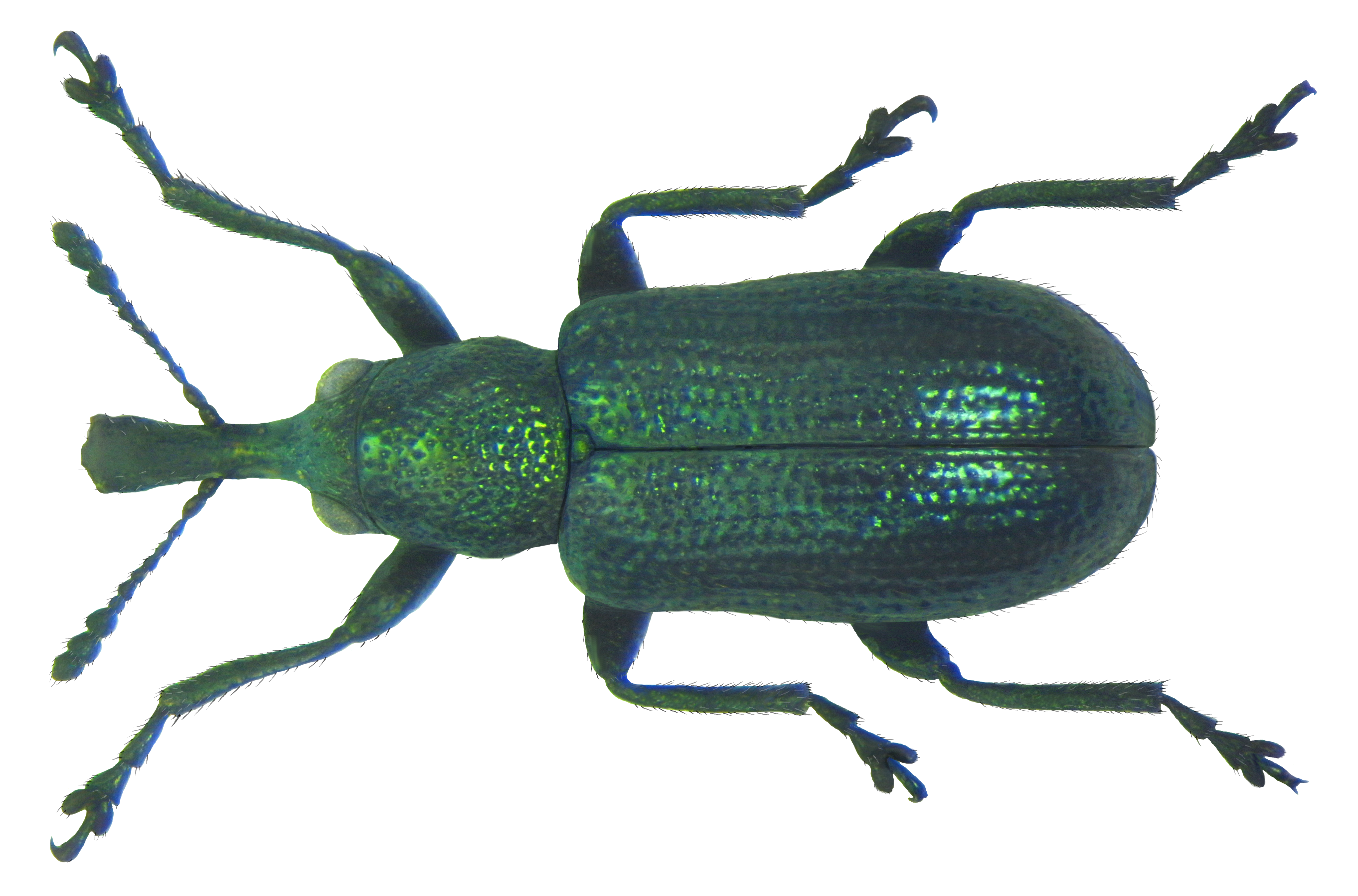
Temocerus nanus

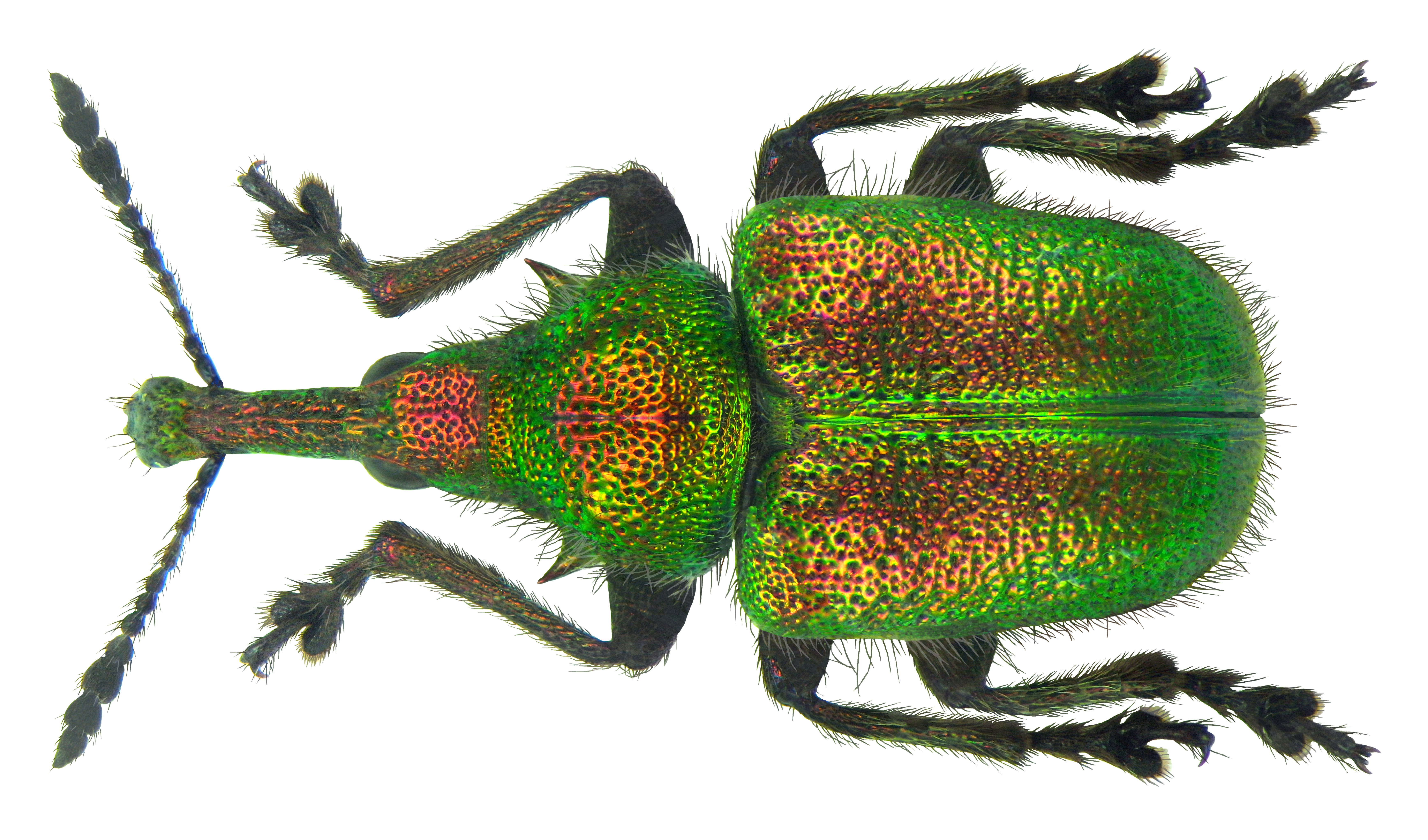
Tutkarz złociak

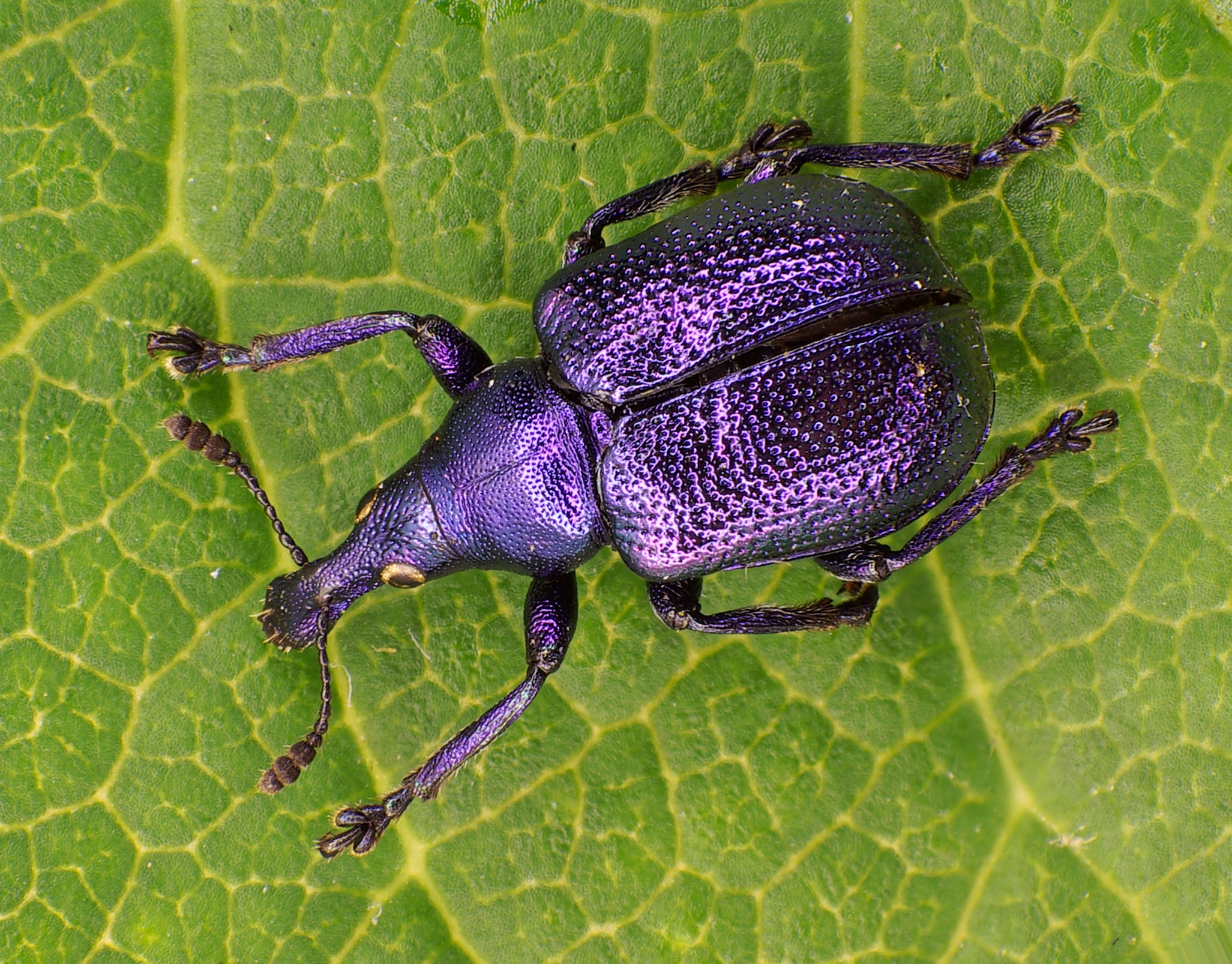
Tutkarz cygarowiec

Ryjkowce o ciele długości od 1,7 do 13 mm, błyszczącym, często jaskrawo ubarwionym np. zielono, niebiesko, fioletowo lub złoto. Kształt ciała częściej wysmukły, rzadziej krępy. Powierzchnia ciała może być porośnięta szczecinkami. Ryjek mają co najmniej dwukrotnie dłuższy niż szerszy, zawsze dłuższy niż długość głowy za oczami. Skronie równoległe, tylko wyjątkowo przewężone. Pokrywy skrócone lub wydłużone, o bokach równoległych lub rozszerzających się, o guzach barkowych dobrze zaznaczonych. Powierzchnia pokryw zwykle z wyraźnymi, punktowanymi rowkami. Kolce na wierzchołkach goleni zazwyczaj bardzo małe i proste. Charakterystyczną cechą, odróżniającą je od podryjowatych są wolne (niezrośnięte), często ząbkowane pazurki stóp.

## Biologia i ekologia
Samice składają jaja do pąków liściowych i kwiatowych, liści, młodych pędów i owoców. U wielu gatunków samica zwija liść w tutkę w której wnętrzu rozwijają się larwy. Pokarm larw stanowią stopniowo więdnące lub gnijące części roślin. W przypadku owoców samica uszkadza je tak, by zahamować ich wzrost. Istnieją także gatunki, u których samica podrzuca jaja do cudzych tutek. Przepoczwarczenie następuje w glebie lub na jej powierzchni, pod szczątkami roślinnymi.

## Rozprzestrzenienie
Spośród około 800 gatunków fauny światowej, w Europie występuje około 50, z czego w Polsce stwierdzono 25 (tutkarzowate Polski).

## Systematyka
W systematyce chrząszczy opublikowanej przez J.F. Lawrence’a i A.F. Newtona w 1995 roku omawiany takson miał rangę podrodziny w obrębie rodziny Attelabidae. Podobnie potraktowany został w pracy P. Boucharda i innych z 2011 roku. W takim układzie polska nazwa zwyczajowa tutkarzowate była uznawana za synonim podryjowatych. Niektórzy autorzy w tamtym okresie uznawali jednak Rhynchitidae za osobą rodzinę, np. E.C. Zimmerman (1994), Wanat i Mokrzycki, E. Colonnelli (2003) czy A.A. Legałow (2010). Wiele najnowszych źródeł również traktuje Rhynchitidae jako osobną od Attelabidae rodzinę. Przykładami z 2016 roku mogą być Fauna Europaea, Wykaz chrząszczy Polski On-Line i Biodiversity Map.
Systematyka tutkarzowatych według Legałowa (tutkarzowate z rangą rodziny):
- Rhynchitinae Gistel, 1848
  - Rhynchitini Gistel, 1848
  - Auletini Desbrochers des Loges, 1908
  - Auletorhinini Voss, 1935
  - Byctiscini Voss, 1923
  - Deporaini Voss, 1929
  - Rhinocartini Voss, 1931
- Isotheinae Scudder, 1893
  - Isotheini Scudder, 1893
  - Toxorhynchini Scudder, 1893
- Pterocolinae Lacordaire, 1866

Systematyka tutkarzowatych według Boucharda i innych (tutkarzowate z rangą podrodziny, Pterocolinae i Isotheinae jako osobne podrodziny);
- Auletini Desbrochers des Loges, 1908
- Auletorhinini Voss, 1935
- Byctiscini Voss, 1923
- Cesauletini Legalov, 2003
- Deporaini Voss, 1929
- Minurini Legalov, 2003
- Rhinocartini Voss, 1931
- Rhynchitini Gistel, 1848